# (4511) Rembrandt
(4511) Rembrandt – planetoida z pasa głównego asteroid okrążająca Słońce w ciągu 3 lat i 263 dni w średniej odległości 2,4 j.a. Została odkryta 28 września 1935 roku w Sterrewacht Leiden w Johannesburgu przez Hendrika van Genta. Nazwa planetoidy pochodzi od Rembrandta (1606-1669), holenderskiego malarza i grafika. Przed nadaniem nazwy planetoida nosiła oznaczenie tymczasowe (4511) 1935 SP1.